# NGC 1291
NGC 1291 är en ringformig galax i stjärnbilden Eridanus. Den upptäcktes år 1826 av James Dunlop.